# Vračovice-Orlov
Vračovice-Orlov è un comune della Repubblica Ceca facente parte del distretto di Ústí nad Orlicí, nella regione di Pardubice.